# قطعنامه ۹۰۷ شورای امنیت
قطعنامه  ۹۰۷ شورای امنیت سازمان ملل متحد که در تاریخ ۲۹ مارس ۱۹۹۴ تصویب شد، سندی بین‌المللی دربارهٔ صحرای غربی است. این قطعنامه طی نشست ۳۳۵۵ام با ۱۵ رای موافق، ۰ مخالف و ۰ ممتنع تصویب شد.